# Virginia Henley

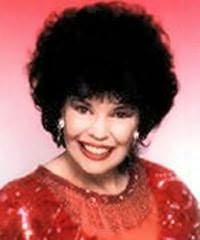
Virginia Henley (1982)

Virginia Syddall Henley (* 5. Dezember 1935 in Bolton, Großbritannien, als Virginia Syddall) ist eine britisch-kanadische Schriftstellerin. Henley schreibt historische Liebesromane, die der Trivialliteratur zugerechnet werden. Innerhalb dieses Genres gilt Henley als eine Spitzenautorin; sie ist Trägerin mehrerer einschlägiger Preise.

## Leben und Werk
Virginia Henley ist die Tochter von Lillian und Thomas Syddall und wuchs bei Manchester auf. Nach einem Geschichtsstudium heiratete sie 1956 Arthur Henley und ging mit ihm nach Ontario, wo sie zunächst als Hausfrau die beiden gemeinsamen Söhne großzog. Angeregt durch die Lektüre von Werken von Kathleen E. Woodiwiss schrieb sie ihren ersten Roman, The Irish Gypsy, den sie 1982 bei Avon Books platzieren konnte. Das Buch war ein Bodice Ripper, ein trivialer Liebesroman, dessen mit viel leidenschaftlichem Sex angereicherte Handlung Henley im Irland der Zeit der Großen Hungersnot (1845–1852) angesiedelt hatte. Ihr zweiter Roman, Bold Conquest (1983), spielte in der englischen Wikingerzeit und der dritte, Wild Hearts (1985), im Schottland der Renaissancezeit. Bei ihren Leserinnen gilt Henley als eine Autorin, deren Porträts vergangener Zeiten detailreicher und historisch präziser sind, als dies in durchschnittlichen Bodice-Ripper-Romanen und Historical Romances der Fall ist.
Mitte der 1980er Jahre verließ Henley den Avon-Verlag und wechselte zu Dell, wo sie weiterhin Liebesromane schrieb, deren Handlungen auf den britischen Inseln in der Zeit der Plantagenet- und der Tudor-Könige angesiedelt waren. Ausnahmen bilden die Romane The Pirate and the Pagan (1990; Zeit Charles II.), Seduced (1994; Britische Kolonialzeit), Enslaved (1996; 18. Jahrhundert und Römische Kaiserzeit).
Henley blieb bei Dell bis 2001 und ging dann bei Penguin unter Vertrag. Dort veröffentlichte sie eine Reihe von Liebesromanen, die im späten Mittelalter (Infamous, 2006; Notorious, 2007), in den Zeitaltern Jakobs I. (Insatiable, 2004) und Charles II. (Unmasked, 2005), in der Regency-Zeit (Ravished, 2002; Undone, 2003; The Decadent Duke, 2008; The Irish Duke, 2010) und im Viktorianischen Zeitalter (The Dark Earl, 2011) spielen.
The Dark Earl war der letzte Roman, den Henley im Buchformat publiziert hat. Ihr nächster Roman, Master of Paradise (2011), erschien als E-Book für Amazon Kindle, ebenso wie ihre folgenden Arbeiten, die vom Umfang her keine Romane mehr, sondern Erzählungen sind.
Henley lebt in Saint Petersburg, Florida, seit 2013 als Witwe.

## Veröffentlichungen
Englische Originalausgaben veröffentlicht bei Avon Books:
- 1982 – The Irish Gypsy (1994 erneut unter dem Titel Enticed; Lockende Küsse, Goldmann, 2001)
- 1983 – Bold Conquest (In den Armen des Normannen, Goldmann, 2004)
- 1985 – Wild Hearts (Glanz und Seide, Goldmann, 2000)

Englische Originalausgaben veröffentlicht bei Dell:
- 1987 – The Raven and the Rose (Der Rabe und die Rose, Goldmann, 1996)
- 1988 – The Hawk and the Dove (Der Falke und die Taube, Goldmann, 1996)
- 1989 – The Falcon and the Flower (Medieval Plantagenet Trilogy #1; Der Falke und die Lilie, Goldmann, 1996)
- 1990 – The Pirate and the Pagan (Der Pirat und die Sklavin, Goldmann, 1997)
- 1991 – The Dragon and the Jewel (Medieval Plantagenet Trilogy #2; Glühender Saphir, Goldmann, 1996)
- 1992 – Tempted (Clan Kennedy Saga #1; Trügerische Herzen, Goldmann, 1995)
- 1994 – Seduced (Namenlose Versuchung, Goldmann, 1995)
- 1995 – Desired (Rosenträume, Goldmann, 2007)
- 1996 – Enslaved (Sinnliche Eroberung, Goldmann, 2003)
- 1997 – Dream Lover (Traum meiner Nächte, Goldmann, 1998)
- 1998 – A Woman of Passion (Die Waffen des Herzens, Goldmann, 2000)
- 1998 – A Year and A Day (De Warenne Family Saga #1; Ein Hauch von Feuer, Goldmann, 1999)
- 2000 – The Marriage Prize (Medieval Plantagenet Trilogy #3; Nacht der Verführung, Goldmann, 2002)
- 2001 – The Border Hostage (Clan Kennedy Saga #2; Kerker der Liebe, Goldmann, 2002)

Englische Originalausgaben veröffentlicht bei Penguin (Signet):
- 2002 – Ravished (Gefährliche Begierde, Goldmann, 2003)
- 2003 – Undone (Die irische Wildkatze, Goldmann, 2004)
- 2004 – Insatiable (Verführerisches Geheimnis, Goldmann+Blanvalet, 2006)
- 2005 – Unmasked (Feuriger Rubin, Goldmann, 2006)
- 2006 – Infamous (De Warenne Family Saga #2; Schwert und Samt, Blanvalet, 2007)
- 2007 – Notorious (De Warenne Family Saga #3; Der Wolf und die Lilie, Blanvalet, 2008)
- 2008 – The Decadent Duke (The Peer of the Realm Saga #1; Die unbeugsame Braut, Blanvalet, 2009)
- 2010 – The Irish Duke (The Peer of the Realm Saga #2; Symphonie des Herzens, Blanvalet, 2010)
- 2011 – The Dark Earl (The Peer of the Realm Saga #3)

Englische Originalausgabe veröffentlicht für Kindle (Erzählungen, wenn nicht anders vermerkt):
- 2011 – Master of Paradise (329 Seiten)
- 2011 – Hot as Fire
- 2011 – Letter of Love
- 2011 – Love and Joy
- 2012 – A Rough Wooing
- 2013 – Lord Rakehell
- 2013 – Scandal by the Tone
- 2016 – Smuggler’s Lair

## Auszeichnungen
- 1988 – Romantic Times Award für den besten elisabethanischen historischen Liebesroman (The Hawk and the Dove)
- 1989 – Romantic Times Award für den sinnlichsten Liebesroman (The Falcon and the Flower)
- 1990 – Romantic Times Award für den besten historischen Liebesroman (The Pirate and the Pagan)
- Romantic Times Lifetime Achievement Award[2]